# Grillera
Grillera, sovint anomenada també Graillera o Graellera, va ser una aldea de la vila d'Onda, que dona nom a la partida del terme on està emplaçada, a prop de l'embassament del Sitjar. Es va despoblar abans del segle xix, ja que el 1849 Pascual Madoz afirma que únicament queden algunes masies disseminades. Els seus habitants es dedicaven, principalment, a la ramaderia.